# Phek (Distrikt)
Phek ist ein Distrikt im Osten des nordostindischen Bundesstaates Nagaland.
Die Fläche beträgt 2026 km². Sitz der Verwaltung ist die gleichnamige Stadt Phek.

## Geschichte
Der Distrikt wurde 1973 aus Teilen von Kohima geschaffen.

## Bevölkerung
Nach der Volkszählung 2011 hat der Distrikt Phek 163.418 Einwohner. Bei 81 Einwohnern pro Quadratkilometer ist der Distrikt eher dünn besiedelt. Der Distrikt ist ländlich geprägt. Von den 163.418 Bewohnern wohnen 138.843 Personen (84,96 %) auf dem Land und 24.575 Menschen in städtischen Gemeinden.
Der Distrikt Phek gehört zu den Gebieten Indiens, die fast gänzlich von Angehörigen der „Stammesbevölkerung“ (scheduled tribes) besiedelt sind. Zu ihnen gehörten (2011) 157.146 Personen (96,16 Prozent der Distriktsbevölkerung). Es gibt keinen einzigen Dalit (scheduled castes) im Distrikt.
Von den Bewohnern sind 157.909 Personen (96,63 Prozent der Bewohner) im Distrikt geboren. Insgesamt 2.277 Personen wurden in anderen indischen Bundesstaaten geboren (darunter 745 Personen in Assam, 702 Personen in Manipur und 299 Personen in Bihar). Von den 348 im Ausland geborenen Personen sind 333 aus Nepal.

### Bevölkerungsentwicklung
Wie überall in Indien wächst die Einwohnerzahl im Distrikt Phek seit Jahrzehnten stark an. Die Zunahme betrug in den Jahren 2001–2011 10,3 Prozent (10,27 %). In diesen zehn Jahren nahm die Bevölkerung um über 15.000 Menschen zu. Zwischen 1971 und 2001 setzte eine starke Zuwanderung in das damals dünn besiedelte Gebiet ein. Dies führte zu einem Bevölkerungswachstum von 232 % in nur 30 Jahren. Die Entwicklung verdeutlicht folgende Tabelle:

### Bedeutende Orte
Im Distrikt gibt es mit dem Distrikthauptort Phek und Pfutsero nur zwei Orte mit mehr als 10000 Einwohnern.

### Bevölkerung des Distrikts nach Geschlecht
Der Distrikt hatte – für Indien üblich – stets deutlich mehr männliche als weibliche Einwohner. Der Männerüberschuss lag längere Zeit über dem indischen Durchschnitt. Doch hat sich dies in den letzten Jahren normalisiert. Bei den jüngsten Bewohnern (unter 7 Jahren) allerdings liegen die Anteile bei 52,37 % männlichen zu 47,63 % weiblichen Geschlechts.
| Verteilung der Bevölkerung nach Geschlecht im Distrikt Phek |                   |                   |                   |                   |                   |                   |                   |                   |                   |                   |                   |                   |
|                                                             | Volkszählung 1961 | Volkszählung 1961 | Volkszählung 1971 | Volkszählung 1971 | Volkszählung 1981 | Volkszählung 1981 | Volkszählung 1991 | Volkszählung 1991 | Volkszählung 2001 | Volkszählung 2001 | Volkszählung 2011 | Volkszählung 2011 |
| Anzahl                                                      | Anteil            | Anzahl            | Anteil            | Anzahl            | Anteil            | Anzahl            | Anteil            | Anzahl            | Anteil            | Anzahl            | Anteil            |                   |
| GESAMT                                                      | 33.656            | 100 %             | 44.594            | 100 %             | 70.618            | 100 %             | 102.156           | 100 %             | 148.195           | 100 %             | 163.418           | 100 %             |
| Männer                                                      | 17.536            | 52,10 %           | 23.390            | 52,45 %           | 37.699            | 53,38 %           | 54.339            | 53,19 %           | 77.141            | 52,05 %           | 83.743            | 51,24 %           |
| Frauen                                                      | 16.120            | 47,90 %           | 21.204            | 47,55 %           | 32.919            | 46,62 %           | 47.817            | 46,81 %           | 71.054            | 47,95 %           | 79.675            | 48,76 %           |

### Bevölkerung des Distrikts nach Sprachen
Die Bevölkerung des Distrikts Phek ist sprachlich gemischt. Eine knappe Mehrheit der Bevölkerung spricht Chakru/Chokri. Die vier weitverbreitetsten Sprachen vereinen mehr als 90 Prozent der Bevölkerung. Die von jeweils mehr als tausend Personen als Muttersprache angegebenen Sprachen zeigt die folgende Tabelle:
| Jahr                                   | Chakru/Chokri | Chakru/Chokri | Khezha | Khezha | Pochuri | Pochuri | Paola | Paola | Chakhesang | Chakhesang | Nepali | Nepali | Hindi | Hindi | Gesamt  | Gesamt   |
| Jahr                                   | Zahl          | %             | Zahl   | %      | Zahl    | %       | Zahl  | %     | Zahl       | %          | Zahl   | %      | Zahl  | %     | Zahl    | %        |
| -------------------------------------- | ------------- | ------------- | ------ | ------ | ------- | ------- | ----- | ----- | ---------- | ---------- | ------ | ------ | ----- | ----- | ------- | -------- |
| 2011                                   | 87.847        | 53,76         | 32.747 | 20,04  | 20.155  | 12,33   | 6.929 | 4,24  | 5.701      | 3,49       | 1.238  | 0,76   | 1.123 | 0,69  | 163.418 | 100,00 % |
| Quelle: Ergebnis der Volkszählung 2011 |               |               |        |        |         |         |       |       |            |            |        |        |       |       |         |          |

### Bevölkerung des Distrikts nach Bekenntnissen
Die tibetoburmanischen Bewohner sind in den letzten 100 Jahren fast gänzlich zum Christentum übergetreten. Die bedeutendsten Gemeinschaften innerhalb des Christentums sind die Baptisten, Presbyterianer (Reformierte) und Katholiken. Die Hindus und Muslime bilden kleine religiöse Minderheiten und sind hauptsächlich Zugewanderte aus anderen Regionen Indiens. Die genaue religiöse Zusammensetzung der Bevölkerung zeigt folgende Tabelle:
| Jahr                                   | Buddhisten | Buddhisten | Christen | Christen | Hindus | Hindus | Jainas | Jainas | Muslime | Muslime | Sikhs | Sikhs | Andere | Andere | keine Angaben | keine Angaben | Gesamt  | Gesamt   |
| Jahr                                   | Zahl       | %          | Zahl     | %        | Zahl   | %      | Zahl   | %      | Zahl    | %       | Zahl  | %     | Zahl   | %      | Zahl          | %             | Zahl    | %        |
| -------------------------------------- | ---------- | ---------- | -------- | -------- | ------ | ------ | ------ | ------ | ------- | ------- | ----- | ----- | ------ | ------ | ------------- | ------------- | ------- | -------- |
| 2011                                   | 350        | 0,21       | 158.224  | 96,82    | 3.563  | 2,18   | 17     | 0,01   | 950     | 0,58    | 31    | 0,02  | 198    | 0,12   | 85            | 0,05          | 163.418 | 100,00 % |
| Quelle: Ergebnis der Volkszählung 2011 |            |            |          |          |        |        |        |        |         |         |       |       |        |        |               |               |         |          |

## Bildung
Dank bedeutender Anstrengungen ist die Alphabetisierung in den letzten Jahrzehnten stark gestiegen. Im städtischen Bereich können fast neun von zehn Personen lesen und schreiben. Auf dem Land können rund 76 Prozent lesen und schreiben. Typisch für indische Verhältnisse sind die starken Unterschiede zwischen den Geschlechtern und der Stadt-/Landbevölkerung.
| Alphabetisierung im Distrikt Phek      |                   |                   |
| Einheit                                | Volkszählung 2011 | Volkszählung 2011 |
| Einheit                                | Anzahl            | Anteil            |
| GESAMT                                 | 105.893           | 78,05 %           |
| Männer                                 | 57.926            | 83,66 %           |
| Frauen                                 | 47.967            | 72,21 %           |
| STADT GESAMT                           | 18.660            | 88,30 %           |
| Stadt-Männer                           | 10.589            | 92,38 %           |
| Stadt-Frauen                           | 8.071             | 83,46 %           |
| LAND GESAMT                            | 87.233            | 76,16 %           |
| Land-Männer                            | 47.337            | 81,93 %           |
| Land-Frauen                            | 39.896            | 70,29 %           |
| Quelle: Ergebnis der Volkszählung 2011 |                   |                   |

## Wirtschaft
Die Landwirtschaft ist die dominante Wirtschaftsform. Zu den wichtigsten angebauten Kulturen gehören Reis, Mais und Hirse.

## Verwaltungsgliederung
Der Distrikt war bei der letzten Volkszählung 2011 in 14 Circles (Kreise) aufgeteilt.
| Bevölkerung in den Circles |          |          |         |         |         |         |            |            |        |         |        |         |          |          |
|                            | Chetheba | Chetheba | Chizami | Chizami | Chozuba | Chozuba | Khezhakeno | Khezhakeno | Khuza  | Khuza   | Meluri | Meluri  | Pfutsero | Pfutsero |
| Anzahl                     | Anteil   | Anzahl   | Anteil  | Anzahl  | Anteil  | Anzahl  | Anteil     | Anzahl     | Anteil | Anzahl  | Anteil | Anzahl  | Anteil   |          |
| GESAMT                     | 16.881   | 100 %    | 10.274  | 100 %   | 14.836  | 100 %   | 3.810      | 100 %      | 4.007  | 100 %   | 13.890 | 100 %   | 31.229   | 100 %    |
| GESAMT                     | 8.460    | 50,12 %  | 5.204   | 50,65 % | 7.609   | 51,29 % | 1.911      | 50,16 %    | 2.027  | 50,59 % | 7.108  | 51,17 % | 15.780   | 50,53 %  |
| Frauen                     | 8.421    | 49,88 %  | 5.070   | 49,35 % | 7.227   | 48,71 % | 1.899      | 49,84 %    | 1.980  | 49,41 % | 6.782  | 48,83 % | 15.449   | 49,47 %  |
| Stadt                      | 0        | 0 %      | 0       | 0 %     | 0       | 0 %     | 0          | 0 %        | 0      | 0 %     | 0      | 0 %     | 10.371   | 33,21 %  |
| Land                       | 16.881   | 100 %    | 10.274  | 100 %   | 14.836  | 100 %   | 3.810      | 100 %      | 4.007  | 100 %   | 13.890 | 100 %   | 20.858   | 66,79 %  |

| Bevölkerung in den Circles |            |            |            |            |        |         |         |         |         |         |         |         |         |         |
|                            | Phek Sadar | Phek Sadar | Phokhungri | Phokhungri | Phor   | Phor    | Razieba | Razieba | Sakraba | Sakraba | Sekruzu | Sekruzu | Zuketsa | Zuketsa |
| Anzahl                     | Anteil     | Anzahl     | Anteil     | Anzahl     | Anteil | Anzahl  | Anteil  | Anzahl  | Anteil  | Anzahl  | Anteil  | Anzahl  | Anteil  |         |
| GESAMT                     | 27.407     | 100 %      | 3.611      | 100 %      | 5.117  | 100 %   | 6.505   | 100 %   | 9.241   | 100 %   | 11.366  | 100 %   | 5.244   | 100 %   |
| Männer                     | 14.672     | 53,53 %    | 1.848      | 51,18 %    | 2.680  | 52,37 % | 3.362   | 51,68 % | 4.655   | 50,37 % | 5.727   | 50,39 % | 2.700   | 51,49 % |
| Frauen                     | 12.735     | 46,47 %    | 1.763      | 48,82 %    | 2.437  | 47,63 % | 3.143   | 48,32 % | 4.586   | 49,63 % | 5.639   | 49,61 % | 2.544   | 48,51 % |
| Stadt                      | 14.204     | 51,83 %    | 0          | 0 %        | 0      | 0 %     | 0       | 0 %     | 0       | 0 %     | 0       | 0 %     | 0       | 0 %     |
| Land                       | 13.203     | 48,17 %    | 3.611      | 100 %      | 5.117  | 100 %   | 6.505   | 100 %   | 9.241   | 100 %   | 11.366  | 100 %   | 5.244   | 100 %   |